# Episodi di The Practice - Professione avvocati (quinta stagione)
La quinta stagione della serie televisiva The Practice - Professione avvocati è composta da 22 episodi ed è stata trasmessa negli Stati Uniti sul canale ABC dall'8 ottobre 2000 al 13 maggio 2001.
In Italia è stata trasmessa da Rai 2 dal 16 ottobre 2004 al 14 aprile 2006.
| nº | Titolo originale            | Titolo italiano         | Prima TV USA     | Prima TV Italia  |
| -- | --------------------------- | ----------------------- | ---------------- | ---------------- |
| 1  | Summary Judgments           | Lo stato sotto accusa   | 8 ottobre 2000   | 16 ottobre 2004  |
| 2  | Germ Warfare                | Prendere o lasciare     | 15 ottobre 2000  | 30 ottobre 2004  |
| 3  | Officers of the Court       | Abuso di potere         | 22 ottobre 2000  | 6 novembre 2004  |
| 4  | Appeal and Denial           | Dolci attese            | 29 ottobre 2000  | 13 novembre 2004 |
| 5  | We Hold These Truths...     | Tutte le verità         | 5 novembre 2000  | 20 novembre 2004 |
| 6  | Show and Tell               | L'intervista            | 12 novembre 2000 | 27 novembre 2004 |
| 7  | Brothers' Keepers           | La scelta di Elleonor   | 19 novembre 2000 | 4 dicembre 2004  |
| 8  | Mr. Hinks Goes to Town      | Intendere e volere      | 26 novembre 2000 | 11 dicembre 2004 |
| 9  | The Deal                    | L'accordo               | 10 dicembre 2000 | 1º gennaio 2005  |
| 10 | Friends and Ex-Lovers       | Un amico da salvare     | 17 dicembre 2000 | 8 gennaio 2005   |
| 11 | An Early Frost              | Un atto di follia       | 7 gennaio 2001   | 15 gennaio 2005  |
| 12 | Payback                     | Concorso di colpa       | 14 gennaio 2001  | 22 gennaio 2005  |
| 13 | The Thin Line               | Un labile confine       | 4 febbraio 2001  | 9 febbraio 2006  |
| 14 | The Day After               | Libertà religiosa       | 11 febbraio 2001 | 29 gennaio 2005  |
| 15 | Awakenings                  | Il contratto            | 18 febbraio 2001 | 5 febbraio 2005  |
| 16 | Gideon's Crossover          | Al di là di ogni dubbio | 11 marzo 2001    | 12 febbraio 2005 |
| 17 | What Child Is This?         | Sfida estrema           | 18 marzo 2001    | 19 febbraio 2005 |
| 18 | The Confession              | Coercizione             | 1º aprile 2001   | 26 febbraio 2005 |
| 19 | Home of the Brave           | Testimone scomodo       | 22 aprile 2001   | 30 marzo 2006    |
| 20 | The Case of Harland Bassett | Un caso di coscienza    | 29 aprile 2001   | 31 marzo 2006    |
| 21 | Poor Richard's Almanac      | Il coraggio di Richard  | 6 maggio 2001    | 4 aprile 2006    |
| 22 | Public Servants             | La parola alla difesa   | 13 maggio 2001   | 14 aprile 2006   |